# Aporum nathanielis
Aporum nathanielis é uma espécie de orquídea epífita de hábito pendente e flores pequenas, que habita do Assam à Indochina.